# Anoplodera sexguttata
Anoplodera sexguttata là một loài bọ cánh cứng trong họ Cerambycidae.

## Hình ảnh

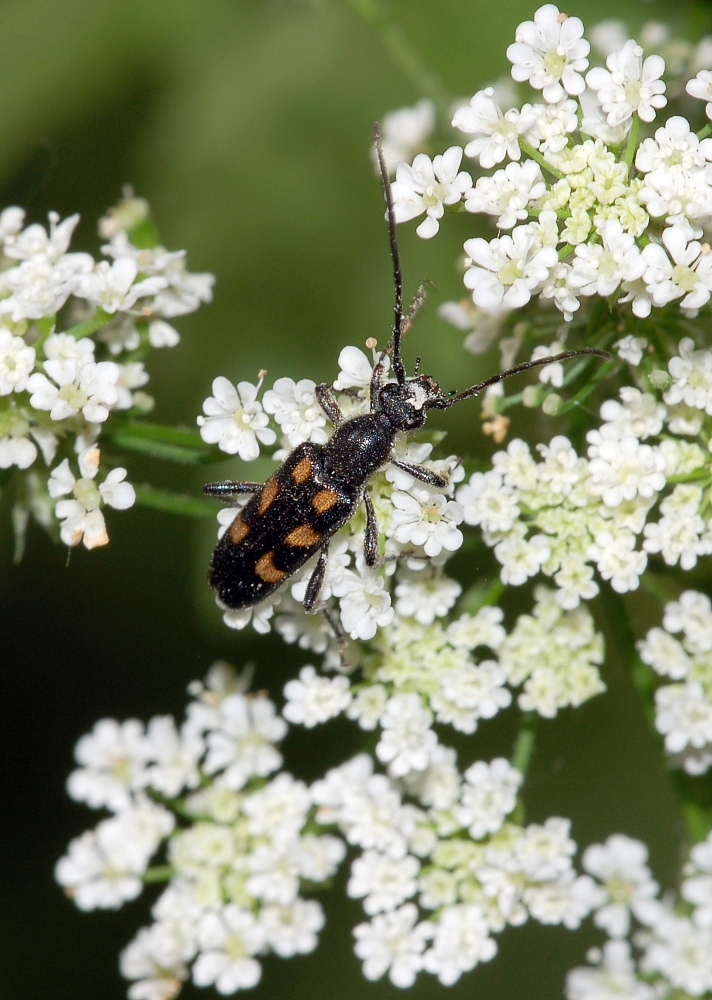
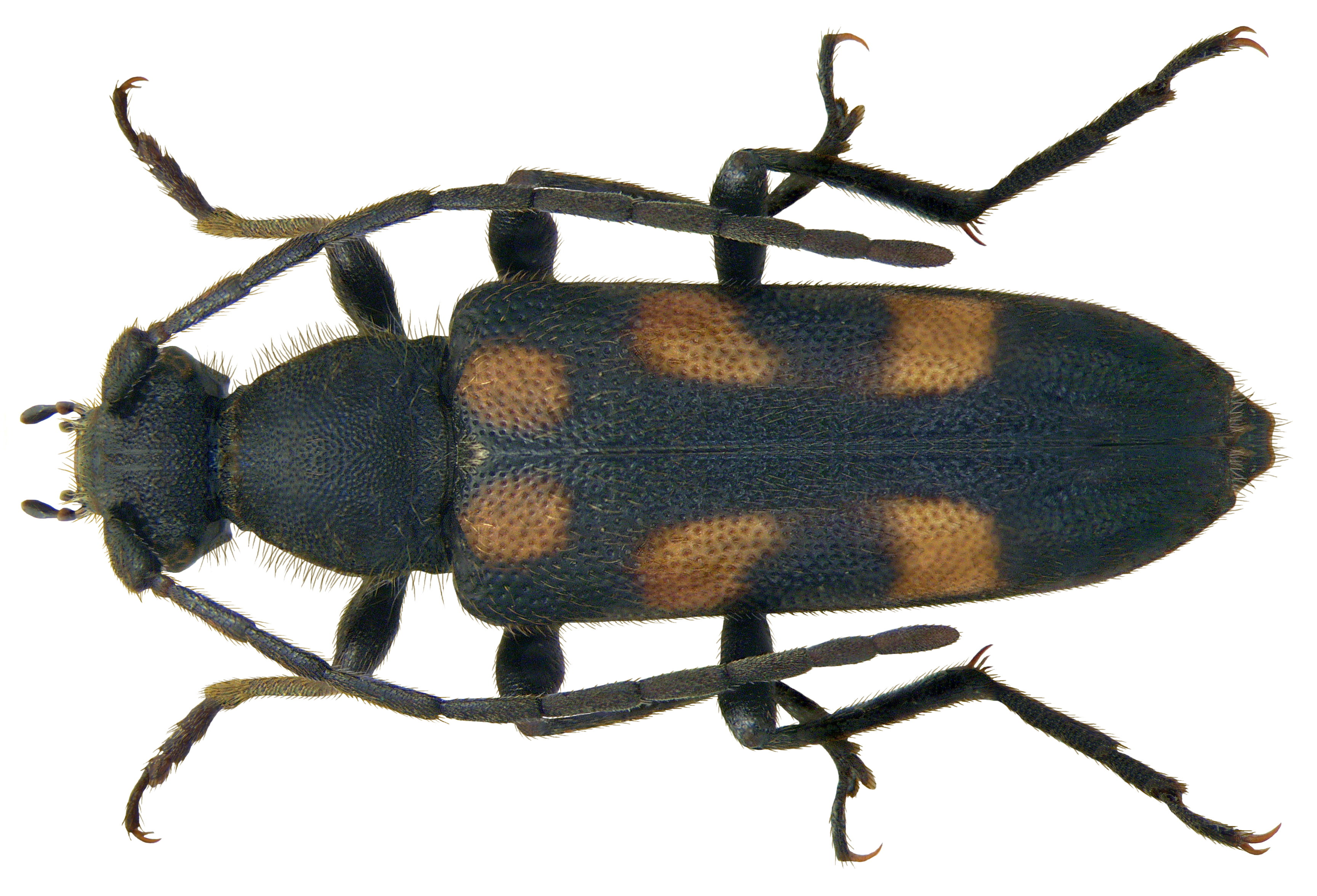
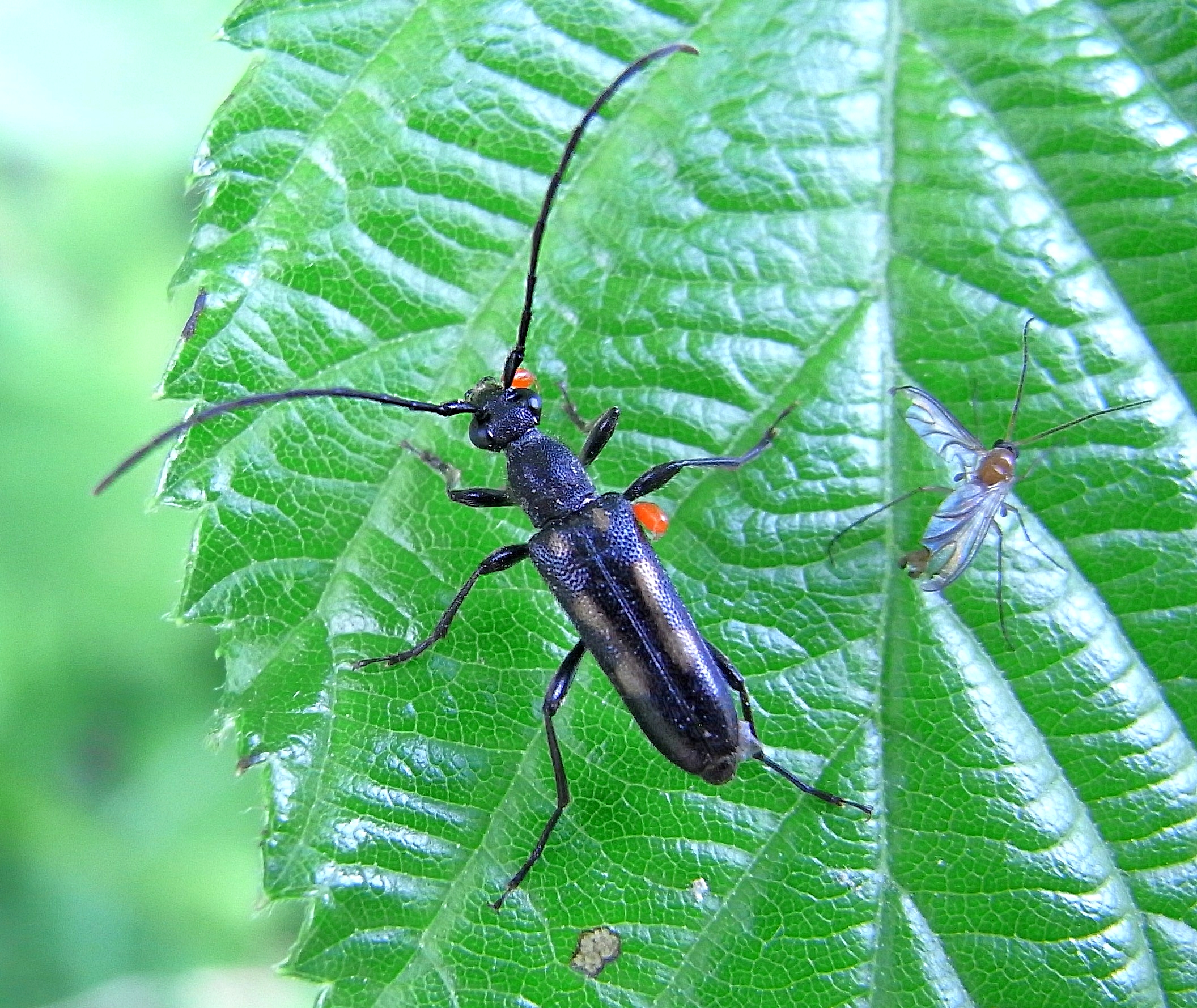
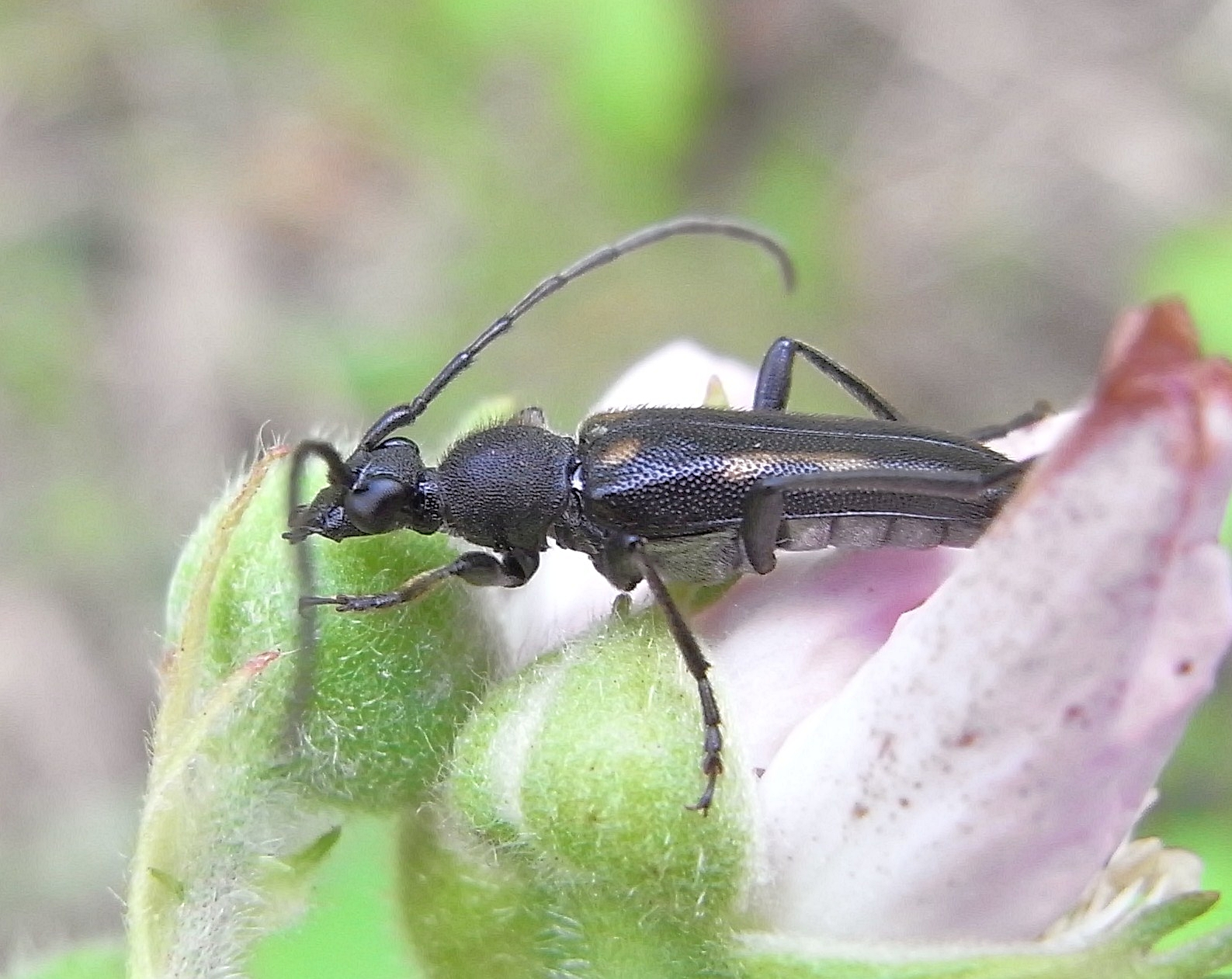